# Saski Baskonia 2019-2020
Questa voce raccoglie le informazioni riguardanti il Saski Baskonia nelle competizioni ufficiali della stagione 2019-2020.

## Stagione
La stagione 2019-2020 del Saski Baskonia è la 47ª nel massimo campionato spagnolo di pallacanestro, la Liga ACB.

## Roster
Aggiornato al 14 luglio 2019.
| Kirolbet Baskonia 2019-20 | Kirolbet Baskonia 2019-20 |
| Giocatori                 | Staff tecnico             |
| ------------------------- | ------------------------- |

| N. | Naz.                                          | Ruolo | Nome                   | Anno | Alt.   | Peso   |  |
| -- | --------------------------------------------- | ----- | ---------------------- | ---- | ------ | ------ |  |
| 1  | Bosnia ed Erzegovina (bandiera)               | AG    | Ajdin Penava           | 1997 | 206 cm | 100 kg |  |
| 3  | Argentina (bandiera) · Italia (bandiera)      | P     | Luca Vildoza           | 1995 | 191 cm | 86 kg  |  |
| 5  | Spagna (bandiera)                             | GA    | Miguel González        | 1999 | 201 cm | 85 kg  |  |
| 6  | Stati Uniti (bandiera)                        | P     | Semaj Christon         | 1992 | 190 cm | 86 kg  |  |
| 7  | Stati Uniti (bandiera)                        | G     | Pierriá Henry          | 1993 | 196 cm | 89 kg  |  |
| 8  | Lituania (bandiera) · Spagna (bandiera)       | AP    | Tadas Sedekerskis      | 1998 | 200 cm | 96 kg  |  |
| 11 | Stati Uniti (bandiera) · Georgia (bandiera)   | G     | Matt Janning           | 1988 | 197 cm | 88 kg  |  |
| 12 | Senegal (bandiera) · Spagna (bandiera)        | C     | Ilimane Diop           | 1995 | 211 cm | 104 kg |  |
| 15 | Uruguay (bandiera) · Spagna (bandiera)        | P     | Jayson Granger         | 1989 | 186 cm | 87 kg  |  |
| 17 | Spagna (bandiera)                             | P     | Sergi García           | 1997 | 193 cm | 82 kg  |  |
| 19 | Senegal (bandiera) · Francia (bandiera)       | C     | Youssoupha Fall        | 1995 | 223 cm | 125 kg |  |
| 22 | Canada (bandiera)                             | G     | Nik Stauskas           | 1993 | 198 cm | 93 kg  |  |
| 23 | Georgia (bandiera) · Spagna (bandiera)        | AG    | Tornik'e Shengelia (C) | 1991 | 206 cm | 109 kg |  |
| 29 | Argentina (bandiera) · Italia (bandiera)      | AP    | Patricio Garino        | 1993 | 198 cm | 92 kg  |  |
| 30 | Slovenia (bandiera)                           | GA    | Zoran Dragić           | 1989 | 196 cm | 91 kg  |  |
| 31 | Stati Uniti (bandiera) · Danimarca (bandiera) | AP    | Shavon Shields         | 1994 | 201 cm | 97 kg  |  |
| 33 | Italia (bandiera)                             | AG    | Achille Polonara       | 1991 | 205 cm | 102 kg |  |
| 47 | Lettonia (bandiera) · Spagna (bandiera)       | PG    | Artūrs Kurucs          | 2000 | 189 cm | 90 kg  |  |
| 50 | Nigeria (bandiera)                            | C     | Micheal Eric           | 1988 | 208 cm | 109 kg |  |

| Allenatore |
| - Velimir Perasović (fino al 20 dicembre) - Josep Maria Berrocal (dal 20 e fino al 24 dicembre) - Duško Ivanović (dal 24 dicembre)          |
| Assistente/i |
| - Xabier Aspe - Josep Maria Berrocal (fino al 20 e dal 24 dicembre) - David Gil Legenda - (C) Capitano - (IN) Inattivo - Infortunato Roster |

## Mercato

### Sessione estiva
| Acquisti | Acquisti         | Acquisti            | Acquisti              | Acquisti |
| R.a      | Nome             | da                  | Modalità              |          |
| -------- | ---------------- | ------------------- | --------------------- | -------- |
| C        | Youssoupha Fall  | Strasburgo          | fine prestito         |          |
| AG       | Jurij Macura     | Saski Baskonia B    | fine prestito         |          |
| C        | Micheal Eric     | Darüşşafaka         | definitivo            |          |
| G        | Pierriá Henry    | UNICS Kazan'        | definitivo            |          |
| G        | Nik Stauskas     | Cleveland Cavaliers | definitivo            |          |
| AG       | Achille Polonara | Dinamo Sassari      | definitivo (100000 €) |          |
| AG       | Sander Raieste   | Saski Baskonia B    | fine prestito         |          |

| Cessioni | Cessioni           | Cessioni          | Cessioni       | Cessioni |
| R.       | Nome               | a                 | Modalità       |          |
| -------- | ------------------ | ----------------- | -------------- | -------- |
| C        | Johannes Voigtmann | CSKA Mosca        | fine contratto |          |
| P        | Marcelinho Huertas | Canarias Tenerife | fine contratto |          |
| AG       | Jurij Macura       | Mega Belgrado     | prestito       |          |
| C        | Vincent Poirier    | Boston Celtics    | rescissione    |          |
| AP       | Tadas Sedekerskis  | Neptūnas Klaipėda | prestito       |          |
| GA       | Darrun Hilliard    | CSKA Mosca        | fine contratto |          |
| G        | Artūrs Kurucs      | VEF Rīga          | prestito       |          |
| A        | Jalen Jones        | Wash. Wizards     | fine contratto |          |
| AG       | Sander Raieste     | Kalev/Cramo       | prestito       |          |
| AC       | Daniel Bordignon   | Cantabria         | prestito       |          |

### Dopo l'inizio della stagione
| Acquisti | Acquisti          | Acquisti          | Acquisti        | Acquisti      |
| R.       | Nome              | da                | Data            | Modalità      |
| -------- | ----------------- | ----------------- | --------------- | ------------- |
| P        | Sergi García      | Valencia          | 5 dicembre 2019 | definitivo    |
| P        | Semaj Christon    | Limoges CSP       | 27 gennaio 2020 | definitivo    |
| GA       | Zoran Dragić      | Ulma              | 30 gennaio 2020 | definitivo    |
| PG       | Artūrs Kurucs     | VEF Rīga          | 3 maggio 2020   | fine prestito |
| AP       | Tadas Sedekerskis | Neptūnas Klaipėda | 11 giugno 2020  | fine prestito |

| Cessioni | Cessioni     | Cessioni   | Cessioni         | Cessioni    |
| R.       | Nome         | a          | Data             | Modalità    |
| -------- | ------------ | ---------- | ---------------- | ----------- |
| G        | Nik Stauskas | Free agent | 12 febbraio 2020 | rescissione |